# گادوتریک اسید
گادوتریک اسید، که با نام تجاری دوتارم و دیگر نام‌ها فروخته می‌شود، یک ماده حاجب با ساختار ماکروسیکلی مبتنی بر گادولینیوم (GBCA) است که در تصویربرداری MRI کاربرد دارد. این ماده از اسید آلیِ DOTA به عنوان یک عامل شلات‌کننده و گادولینیوم (Gd۳+) تشکیل شده‌است و به شکل نمک مگلومین (مگلومین گادوترات) استفاده می‌شود. خاصیت پارامغناطیس اسید گادوتریک زمان آسایش T1 (و تا حدی زمان آسایش T2 و T2*) را در MRI کاهش می‌دهد، که منبع کاربرد بالینی آن است. از آنجایی که گادوتریک اسید دارای خواص مغناطیسی است، هنگامی که در زیر میدان مغناطیسی قرار می‌گیرد، در یک لحظه مغناطیسی ایجاد می‌کند که شدت سیگنال (روشنایی) بافت‌ها را در طول تصویربرداری MRI افزایش می‌دهد.

## کاربرد
برای تصویربرداری از رگ‌های خونی و بافت‌های ملتهب یا بیمار که در آن رگ‌های خونی دچار «نشتی» می‌شوند استفاده می‌شود. اغلب هنگام مشاهده ضایعات داخل جمجمه با عروق غیرطبیعی یا ناهنجاری در سد خونی مغزی استفاده می‌شود. گادوتریک اسید برای تصویربرداری MRI از مغز، ستون فقرات و بافت‌های مرتبط برای بیماران بزرگسال و کودکان (۲ سال یا بالاتر) کاربرد دارد. نمک مگلومین به شکلی است که از سد خونی-مغزیِ بافت با عروق غیرطبیعی عبور می‌کند و با MRI ناحیه آسیب دیده را آشکار می‌کند. گادوترات از سد خونی-مغزی سالم عبور نمی‌کند، بنابراین بافت طبیعی مغز را در تصویربرداری تحت تأثیر قرار نمی‌دهد یا تقویت نمی‌کند.

## مطالعه بیشتر
- Lancelot E (November 2016). "Revisiting the Pharmacokinetic Profiles of Gadolinium-Based Contrast Agents: Differences in Long-Term Biodistribution and Excretion". Invest Radiol. 51 (11): 691–700. doi:10.1097/RLI.0000000000000280. PMID 27175546.